# DAYBREAK (2025年のラジオ番組)
『DAYBREAK』（デイブレイク）は、FM802とFM COCOLOで放送されているラジオ番組。

## 概要
2025年4月の改編より開始された番組。1局2波体制であるFM802とFM COCOLOで同時放送を行う『FM802 & FM COCOLO DUAL MUSIC PROGRAM』として2025年4月1日から放送開始した。週を通じて朝にぴったりの爽やかで多彩な楽曲を選曲する音楽番組となっている。
DJは月曜日と火曜日がFM COCOLOでのDJは初となる飯室大吾、水曜日から金曜日は2年ぶりにFM802でのDJを務める西田新。
Xでの番組公式ハッシュタグは「#デイブレ」。

## 放送時間
| 放送局    | 放送期間       | 放送時間                | 備考   |
| --------- | -------------- | ----------------------- | ------ |
| FM802     | 2025年4月1日 - | 月 - 金曜日 5:00 - 6:00 | 制作局 |
| FM COCOLO | 2025年4月1日 - | 月 - 金曜日 5:00 - 7:00 |        |

## DJ
- 飯室大吾（月・火曜日）

FM802の前番組『802 MORNINGSCAPE』（月曜日のみ）から続投。
2025年7月9日・10日は西田が休演したため、代演した。
- 西田新（水 - 金曜日）

代演
- 田中麻希（2025年7月11日〈西田の代演〉[7]）